# Adolf Uzarski
Adolf Uzarski (* 14. April 1885 in Ruhrort; † 14. Juli 1970 in Düsseldorf) war ein deutscher Schriftsteller, Maler und Grafiker.

## Leben
Uzarski besuchte das Realgymnasium Meiderich bis zum Einjährigen Ostern 1903. Auf Wunsch seines Vaters, des Kaufmanns und Justitiars Karl Uzarski (1850–1920), absolvierte er eine zweijährige Lehre bzw. ein Praktikum als Maurer und Zimmerer. Nach dem Besuch der Baugewerkschule in Köln beendete er die Ausbildung als Baumeister. Anschließend arbeitete er zwei Jahre lang als Bauführer im Bauamt Meiderich.
1906 verwirklichte er einen langgehegten Wunsch und meldete sich an der angesehenen Kunstgewerbeschule Düsseldorf an. Uzarski besuchte Kurse für Buchkunst und Gebrauchsgrafik bei Fritz Helmuth Ehmcke und lernte dort Arthur Kaufmann kennen. 1910 eröffnete er ein eigenes Atelier in Düsseldorf.
1911 unternahm er die erste seiner zahlreichen Auslandsreisen nach Südeuropa und Nordafrika. Vom Beginn des Ersten Weltkriegs wurde Uzarski während eines Studienaufenthaltes in Paris überrascht. Mit einem der letzten Züge kehrte er nach Düsseldorf zurück. Uzarski teilte zunächst den patriotischen Überschwang vieler seiner Zeitgenossen.
Während des Krieges arbeitete Uzarski als Leiter der Werbeabteilung für das Kaufhaus Leonhard Tietz in Düsseldorf. In den Agenden, die das Kaufhaus seinen Kunden jeweils zu Weihnachten überreichte, hielt der seit 1915 verheiratete Uzarski die geläufige patriotische Gangart bei. Außerhalb seiner Tätigkeit für das Kaufhaus bezog er jedoch energisch Gegenposition.
In den revolutionären Wirren der Nachkriegszeit gründete er am 24. Februar 1919 zusammen mit Arthur Kaufmann und Herbert Eulenberg die Künstlervereinigung Das Junge Rheinland, wo er Vorstandsmitglied und Schriftführer war. Uzarski, „Kommunist ohne Parteibuch“, war auch Gründungsmitglied des 1919 gegründeten linken Aktivistenbundes sowie des Ende 1918 gegründeten Immermannbundes.
Es gelang Uzarski, das Interesse der Düsseldorfer Öffentlichkeit an moderner und expressionistischer Kunst zu wecken. Sein ehemaliger Arbeitgeber, der kunstbegeisterte Warenhausbesitzer Alfred Leonhard Tietz, stellte ihm 1922 in seinem großen Warenhaus (heute Kaufhof), den vierten Stock für seine 1. Internationale Kunstausstellung im Kaufhaus Tietz zur Verfügung. Ausgestellt wurden u. a. Archipenko, Barlach, Chagall, de Chirico, Feininger, Haeckel, Kirchner, Lehmbruck und Picasso.
Als Johanna „Mutter“ Ey 1923 seine Kunstwerke gegenüber Freunden schmähte, kam es zu offenem Streit. Uzarski verließ das Junge Rheinland und gründete die Rheingruppe. Als Vorstandsmitglied des Vereins zur Veranstaltung von Kunstausstellungen hatte er Einfluss auf die Organisation der regelmäßig veranstalteten Großen Kunstausstellung Düsseldorf im Düsseldorfer Kunstpalast.
Uzarski führte scharfe Attacken in Wort und Bild gegen antidemokratische, antisemitische und militaristische Kräfte und Tendenzen in der Weimarer Republik. Nach der Machtübernahme 1933 geriet er, den die Nazis den „Mephisto von Düsseldorf“ nannten, daher ins Visier der Nationalsozialisten. Beim Westdeutschen Rundfunk wurde er entlassen. Bei den Düsseldorfer Nachrichten schrieb er unter Pseudonym (Lambert Broich). Seine Anträge auf Aufnahme in die Reichsschrifttumskammer und die Reichskammer der bildenden Künste wurden abgelehnt. 1939 erhielt er Schreibverbot, 1940 wurde er auch als bildender Künstler mit einem Arbeitsverbot belegt. Uzarski entzog sich dem Zugriff des NS-Staats anfangs durch stete Wechsel des Wohnortes; die letzten Kriegsjahre verbrachte er in Robertville, Belgien.
Nach dem Zweiten Weltkrieg kehrte Uzarski nach Düsseldorf zurück. Wie viele von den Nationalsozialisten verfolgte Künstler konnte er nicht an seine alten Erfolge anknüpfen. Uzarskis Satiren waren in der Adenauer-Ära nicht gefragt. Er konnte nur noch einige satirische Zeichnungen in der Zeitschrift Der Deutsche Michel veröffentlichen. Im Laufe der 1950er Jahre geriet er nahezu vollständig in Vergessenheit und wurde für tot gehalten. Als 1967 der verschollen Geglaubte von der Akademie der Künste in Berlin mit einer Retrospektive seiner Werke gewürdigt wurde, rückte Uzarski noch einmal in das Licht der Öffentlichkeit. 1970 wurden grafische Arbeiten Uzarskis im Rahmen der Ausstellung Alte Zeiten im Düsseldorfer Stadtmuseum gezeigt, wenige Wochen später starb er. Sein Grab liegt auf dem Düsseldorfer Nordfriedhof.

## Werk

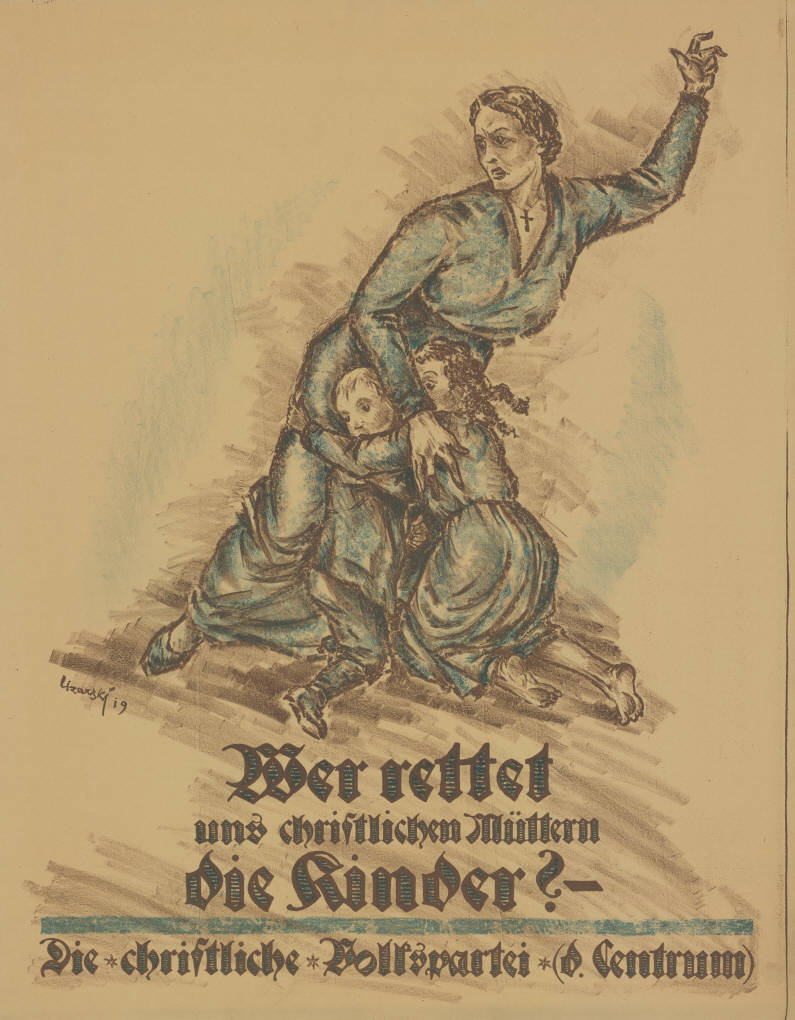
Wahlkampfplakat der Christlichen Volkspartei, 1919

Erste Plakate Uzarkis wurden 1908 in der Zeitschrift der Schülervereinigung Ring veröffentlicht, 1913 begann Uzarski mit buchkünstlerischen Arbeiten.
1914, direkt nach Kriegsbeginn, illustrierte er das Jugendbuch Der Weltkrieg. In diesem Band stellte Uzarski den Krieg noch als ein gewaltiges, spannendes Abenteuer dar, eine Haltung, die er schnell revidierte, seine mittlerweile antimilitaristische und antimonarchistische Handlung artikulierte er deutlich in der 1916/1917 erschienenen Lithografienmappe Totentanz. Zu dieser Zeit hatte er in der Kunsthalle Düsseldorf auch seine erste Ausstellung zusammen mit Arthur Kaufmann.
Anfangs stand Uzarskis Werk eher in der Tradition des Jugendstils, im Krieg jedoch flossen zunehmend expressionistische und neusachliche Elemente in sein bildnerisches Werk ein, darin näherte er sich George Grosz und Otto Dix, Letzterer porträtierte ihn auch im Bildnis des Adolf Uzarski.
1919 wurde der erste von Uzarskis zehn Romanen veröffentlicht: Die spanische Reise. Von Uzarski erschien die ganzen 1920er Jahre über in nahezu jährlichem Rhythmus ein Roman. Sein bekanntestes literarisches Werk ist bis heute der 1921 veröffentlichte Roman Möppi – Memoiren eines Hundes, in dem der „Düsseldorfer Zille“ das Düsseldorf der Nachkriegszeit satirisch porträtierte. Der Roman erlebte zahlreiche Auflagen und zählt bis heute zur Düsseldorfer „Folklore“.
Nach 1945 publizierte Uzarski nur noch einige Bilderbücher für Kinder.

## Familie
Vater Karl Uzarski (1850–1920), Kaufmann und Justitiar der Phoenix AG war verheiratet mit Bertha, geborene Windelschmidt (1857–1938). Adolf Uzarski war der älteste Sohn. Es folgten zwei Brüder. Julius Uzarski (* 16. August 1888) wurde Assessor am Comenius-Gymnasium in Düsseldorf-Oberkassel. Er verstarb im August 1915 als Kriegsfreiwilliger im Feld an einer Rippenfellentzündung. Der Bruder Richard Uzarski (* 25. Mai 1893) wurde Ingenieur. Er starb 1945 bei einem Verkehrsunfall. Verheiratet war Usarzki seit dem 31. März 1915 mit Frieda Schwarz (1890–1961). Die Ehe blieb kinderlos.

## Schriften
- Tuti-Name, 12 Bl. Originalsteindruck 66 × 51,5 Düsseldorf 1919
- Möppi, München, 1921
- Die spanische Reise, München, 1921
- Chamäleon. Ein Heldenbuch, München, 1922
- Die Reise nach Deutschland, Potsdam, 1924
- Tun-Kwang-pipi, Potsdam, 1924
- Die Schandsäule von Ludwig M. Aufzeichnungen einer Vision, 1925
- Herr Knobloch, München, 1926
- Die Fahrten der Mariechen Stieglitz, Düsseldorf 1927
- Kurukallawalla, München, 1927
- Der Fall Uzarski, München, 1928
- Das Hotel Zum Paradies, München, 1929
- Beinahe Weltmeister, München, 1930
- Panoptikum, Berlin, 1955
- Eine nachdenkliche Geschichte in 48 Bildern, Berlin, 1984
- Lager-Schaden, Berlin, 1985